# Herbert Killian
Herbert Killian (* 24. November 1926 in Korneuburg; † 26. Juni 2017) war ein österreichischer Historiker und emeritierter Universitätsprofessor für Forstgeschichte an der Universität für Bodenkultur in Wien. Er gilt als „Nestor der Forstgeschichte“ in Österreich. Killian war als junger Mann über sechs Jahre (1947–1953) nach Sibirien verschleppt und verbüßte davon drei Jahre in sowjetischer Haft an der Kolyma.

## Leben

### Jugend, Schulzeit und Zweiter Weltkrieg
Herbert Killian ist das dritte Kind eines AHS-Lehrers und Großneffe von Natalie Bauer-Lechner, der langjährigen Vertrauten von Gustav Mahler. Er absolvierte die Volksschule in seiner Heimatstadt Korneuburg und von 1938 bis 1943 das Realgymnasium in Stockerau.
Im September 1943 wurde er als Luftwaffenhelfer eingezogen und diente als solcher in Fischamend und Ternitz. Nach Absolvierung des Reichsarbeitsdienstes in Polen wurde er zur deutschen Wehrmacht einberufen. Er geriet im Jänner 1945 in Frankreich in amerikanische Kriegsgefangenschaft, aus der er zweimal zu flüchten versuchte. Der erste Versuch misslang bereits nach kurzer Zeit, der zweite im März 1945 hatte Erfolg, und er schlug sich, zunächst gemeinsam mit einem Kameraden, dann alleine, über Verdun nach Lothringen und schließlich bis ins Rheinland durch. Von dort gelangte er im Juli 1945 auf abenteuerliche Weise wieder zurück in seine Heimat, die sich nunmehr in der sowjetischen Besatzungszone befand. Ab September 1945 besuchte er die 7. Klasse und anschließend die 8. Klasse des Realgymnasiums in Stockerau. Im Juni 1947 absolvierte er dort auch die schriftliche Reifeprüfung.

### Verschleppung, Verurteilung, Haft und „Freilassung“ in der Sowjetunion
Wenige Tage vor Ablegung der mündlichen Reifeprüfung fühlte sich Killian am 8. Juni 1947 beim Studium durch lärmende Kinder sowjetischer Besatzungssoldaten vor seinem Zimmerfenster gestört, worauf er einen der Knaben mehrmals ohrfeigte. Dies führte zu seiner Verhaftung und Verurteilung vor einem sowjetischen Militärgericht in Wien wegen „Rowdytums“ zu drei Jahren Haft. Er konnte diese allerdings nicht in Österreich antreten, sondern wurde über Ödenburg (Sopron) und Lemberg in die Region der Kolyma (Nordostsibirien) deportiert, einem Gebiet etwa 2000 Kilometer nördlich von Japan am Ochotskischen Meer nahe Alaska gelegen, wo er in diversen Arbeitslagern des Gulag inhaftiert war. Im selben vierundvierzigtägigen Bahntransport nach Wanino und Schiffstransport nach Magadan, dem Verwaltungszentrum des Gulag-Lagerkomplexes Dalstroi im Fernen Norden der Sowjetunion, befanden sich unter einigen anderen Österreichern auch Karl Fischer und Kurt Seipel, die er jedoch damals nicht kennenlernte. Erst in den 1990er-Jahren lernte er Kurt Seipel in Österreich kennen.
Im ersten Band seiner dreiteiligen Autobiografie berichtet Killian ausführlich über diese Zeit. Killian arbeitete in den Jahren der Haft unter unmenschlichen Verhältnissen, beispielsweise als Goldschürfer. Er musste auch bei Temperaturen unter −50 °C im tiefen Schnee Nadeln der Zwerg-Zirbel-Kiefern sammeln. Tägliches Plansoll waren hierbei 80 Kilogramm Nadeln. Da dies nicht zu erreichen war, wurden die ohnehin dürftigen Essensrationen weiter reduziert. Einmal versuchte er zu flüchten und brachte sich damit in eine auswegslose Situation. Nach mehreren Tagen fand er mit Glück wieder in das Lager zurück. Er erkrankte mehrfach schwer, wurde allerdings immer wieder soweit gesund gepflegt, dass er erneut zur Arbeit eingeteilt werden konnte. Während seiner Haft fand er nach eigenen Angaben zum christlichen Glauben. Seine Familie in Österreich wusste über sein Schicksal in diesen Jahren nichts, er durfte keinen Schriftverkehr führen. Killian beschreibt weiters, „dass höchstens 20 Österreicher, d. h. ein Prozent der von den Sowjets verschleppten Österreicher, in den Lagern von Kolyma inhaftiert waren“, wie ihm bei einem Besuch in Magadan im Jahr 2002 von einem Mitglied der Russischen Akademie der Wissenschaften berichtet worden war. 13 davon habe er selbst persönlich gekannt. Die Aufenthaltsdauer in Kolyma war bei den einzelnen Personen verschieden lang und reichte von einigen Monaten bis zu vielen Jahren.
1950 wurde Killian aus der Haft entlassen. Er konnte jedoch nicht nach Österreich zurückkehren, weil ihm von den Sowjets kein Ausreisevisum ausgestellt wurde. Davon abgesehen durfte er sich nur in einem Umkreis von 20 Kilometern frei bewegen. So blieb ihm nichts anderes übrig, als sich in der Region Kolyma Arbeit zu suchen. Er wurde in einem Krankenhaus in Jagodny als Sanitäter beschäftigt. Zusätzlich arbeitete er im Haushalt einer Oberschwester des Krankenhauses. Ab dieser Zeit konnte er mit seinen Eltern in Österreich wieder Kontakt aufnehmen. Laut Killians Autobiografie wurde ihm Anfang des Jahres 1952 von Oberstleutnant Schewelow, dem Leiter der sowjetischen Staatssicherheitsbehörde MGB in Magadan, der offiziellen Vorgängerorganisation des KGB, das Angebot einer vorzeitigen Rückkehr nach Österreich unterbreitet, wenn er sich als Spion für die UdSSR betätigen würde, was er allerdings ablehnte.
Seine Bemühungen um Erlangung eines Ausreisevisums, in denen er auch durch die österreichische Gesandtschaft in Moskau unterstützt wurde, hatten 1953 Erfolg: im November konnte Killian wieder nach Österreich zurückkehren, wobei sich auch die Rückreise durchaus abenteuerlich gestaltete. Über sein Leben als „Freigelassener“ in der Sowjetunion berichtet er im zweiten Band seiner Autobiografie.

### Wieder in Österreich
Am 9. November 1953 traf Killian wieder in Österreich ein. Die Lebensumstände hatten sich in der Zwischenzeit sehr verändert und er konnte anfänglich nur sehr schwer wieder in ein normales Leben zurückfinden. Ab 1954 arbeitete Killian zunächst als Forstlehrling in einem herrschaftlichen Betrieb, ab 1955 in der Forstlichen Bundesversuchsanstalt Wien (FBVA). 1954 heiratete Killian, der Ehe entstammen zwei Söhne. Über diese Zeit berichtet Killian im dritten Band seiner Autobiografie.
Ab 1972 studierte er nebenberuflich österreichische und osteuropäische Geschichte sowie Volkskunde. Er schloss diese Studien 1976 mit der Promotion zum Dr. phil. mit Auszeichnung ab. In seiner Dissertation befasste er sich mit der „Geschichte der unbeschuhten Augustiner mit besonderer Berücksichtigung der deutsch-böhmischen Provinz“ (2 Bände). Herbert Killian gilt als „Nestor der Forstgeschichte“ in Österreich. Von 1978 bis 2000 hatte er an der Universität für Bodenkultur in Wien einen Lehrauftrag für Forstgeschichte. 1981 übernahm Killian die Leitung der Abteilung für Forstgeschichte an der Forstlichen Bundesversuchsanstalt (FBVA) in Wien, der er bis 1990 vorstand. Er habilitierte sich 1989 als Dozent mit einer Arbeit über die Geschichte der Wildbach- und Lawinenverbauung. Erstmals wurde damit in Österreich die universitäre Lehrbefugnis für Forstgeschichte erteilt. Damit erlangte die Forstgeschichte ihre universitäre Anerkennung als eigenständiges wissenschaftliches Fachgebiet in Österreich. Killian wurde im Mai 1995 zum außerordentlichen Universitätsprofessor für Forstgeschichte an der Universität für Bodenkultur in Wien ernannt. Die Anzahl seiner wissenschaftlichen Arbeiten ist äußerst umfangreich (30 Bücher, insgesamt mehr als 200 Publikationen).
1984 nahm Killian seine Verwandtschaft mit seiner Großtante Natalie Bauer-Lechner zum Anlass, die vorhandenen Quellen betreffend ihre Vertrauensbeziehung zu Gustav Mahler zu sammeln und das Buch Gustav Mahler in den Erinnerungen von Natalie Bauer-Lechner (siehe Literaturangabe) herauszugeben.
Im Zusammenhang mit der persönlichen und wissenschaftlichen Aufarbeitung seiner eigenen Lebensgeschichte war er auch als freier Mitarbeiter am Ludwig Boltzmann-Institut für Kriegsfolgen-Forschung in Graz tätig. 1995 wurde sein Fall auf seinen eigenen Antrag hin von einem russischen Militärgericht neu aufgerollt und die ursprünglich verhängte Strafe von drei Jahren auf ein Jahr herabgesetzt. Ungefähr 50 Jahre, nachdem er die Sowjetunion verlassen konnte, besuchte er im Jahr 2002 als erster Ex-Häftling aus dem Westen gemeinsam mit einem anderen Mitarbeiter des Ludwig Boltzmann-Institutes für Kriegsfolgen-Forschung Kolyma und alle dort befindlichen Orte, an denen er die Zeit seiner Haft und Verschleppung verbracht hatte.
In den Jahren 2005, 2008 und 2010 veröffentlichte Herbert Killian seine Autobiografie als umfangreiche, insgesamt mehr als 850 Seiten umfassende Trilogie (siehe Abschnitt „Eigene Werke“), die beeindruckende und erschütternde Einblicke in das Schicksal von in die ehemalige Sowjetunion Verschleppten gewährt. Die Arbeit ist u. a. als bedeutender Beitrag zur Zeitgeschichte des 20. Jahrhunderts zu verstehen. Sie war mehr als 50 Jahre nach dem Geschehen mit ihren diversen Detailschilderungen für Killian nur deshalb möglich zu erstellen, weil er bald nach seiner Rückkehr nach Österreich eine mehrere hundert Seiten umfassende Niederschrift seiner Erlebnisse anfertigte.

„Herbert Killian beschreibt in seinem Buch nicht nur sein Schicksal, sondern bettet es in den Gesamtzusammenhang. Dazu hat er jahrzehntelang recherchiert und in Archiven in Österreich und in Russland gearbeitet. Es gelang ihm auch, in seinen vom KGB angefertigten Akt Einblick zu nehmen. Was das Buch einzigartig macht, ist die nahezu psychologische Beschreibung der Gefühlswelt eines jungen Deportierten in den Mühlen Stalinscher Repression. Fernab der Heimat, lange Zeit ohne Kontakt nach Hause.“

Herbert Killian lebte mit seiner Frau in Wien. Er starb am 26. Juni 2017 im Alter von 90 Jahren. Er wurde am Wiener Zentralfriedhof bestattet.

## Eigene Werke
- Der Kampf gegen Wildbäche und Lawinen im Spannungsfeld von Zentralismus und Föderalismus. Eine historische Studie. Band 1: Teil I – III. Wien 1988. (Habilitationsschrift an der Universität für Bodenkultur Wien)
- Der Kampf gegen Wildbäche und Lawinen im Spannungsfeld von Zentralismus und Föderalismus. Eine historische Studie. Band 2: Beilagen. Wien 1988. (Habilitationsschrift an der Universität für Bodenkultur Wien)
- Geraubte Jahre. Ein Österreicher verschleppt in den GULAG. 2. Auflage. Amalthea Signum Verlag, Wien 2005, ISBN 3-85002-920-4.[14]
- Geraubte Freiheit. Ein Österreicher verschollen in Nordostsibirien. Kral Verlag, Berndorf 2008, ISBN 978-3-902447-39-5.[24]
- Geraubte Jugend. Ein Österreicher kehrt zurück aus Sibirien. Kral Verlag, Berndorf 2010, ISBN 978-3-902447-84-5.[25]
- Gustav Mahler in den Erinnerungen von Natalie Bauer-Lechner. Verlag der Musikalienhandlung Karl Dieter Wagner, Hamburg 1984, ISBN 3-921029-92-9.
- Österreichisches Forstbiographisches Lexikon. Leben und Werke forstlicher Persönlichkeiten aus vier Jahrhunderten (1571–1990). Fünf Bände. Österreichischer Agrarverlag, Wien 1983.[26]
- weitere Werke von Herbert Killian: Publikationsverzeichnis Herbert Killian auf der Website des Ludwig Boltzmann-Institutes für Kriegsfolgen-Forschung (pdf), abgerufen am 26. Jänner 2016.